# Jaux
Jaux – miejscowość i gmina we Francji, w regionie Hauts-de-France, w departamencie Oise.
Według danych na rok 1990 gminę zamieszkiwało 1407 osób, a gęstość zaludnienia wynosiła 163 osoby/km² (wśród 2293 gmin Pikardii Jaux plasuje się na 203. miejscu pod względem liczby ludności, natomiast pod względem powierzchni na miejscu 560.).